# Els Meeus
Els Meeus (Herentals, 13 oktober 1974) is een Vlaams actrice en logopediste. 
Ze raakte vooral bekend door haar rol als Sarah De Kunst in de soap Familie. Ze speelde van 1 maart 2000 tot 1 september 2003 mee in de serie.
Inmiddels is Meeus getrouwd en heeft zij twee zonen. Ze is woonachtig te Lille, waar ze werkt als zelfstandig logopediste.

## Filmografie
- Zone Stad (2005)
- Familie - Sarah De Kunst (2000-2003)
- Nonkel Jef - Chantal Sneyers (2000)
- De Kotmadam - Mevrouw Wauters (1999)